# 寅次郎的故事2 我爱我阿妈
《寅次郎的故事2 我爱我阿妈》（日語：続・男はつらいよ）是一部1969年上映的日本喜剧电影，亦是《寅次郎的故事系列》的第二部剧场版作品。由山田洋次导演，渥美清、倍赏千惠子、前田吟、东野英治郎主演。於1969年11月15日上映。

## 劇情簡介
寅次郎得知他的母親還活著，並返回到東京尋訪她。他發現母親是一名藝妓，只與父親短暫交往過。在回家探望家人期間，他愛上了夏子，她是一位老教師的女兒。

## 主要演员
- 车寅次郎：渥美清
- 诹访樱：倍赏千惠子
- 诹访博：前田吟
- 川又登：津坂匡章
- 坪内散歩：东野英治郎
- 坪内夏子：佐藤オリエ
- 御菊：ミヤコ蝶々
- 藤村勉：山崎努
- 源吉：佐藤蛾次郎
- 桂梅太郎：太宰久雄
- 御前さま：笠智众
- 车つね：三崎千惠子
- 车龙造：森川信
- おすみ：风见章子

## 主题曲
- 『男はつらいよ』

主唱：渥美清

## 奖项
- 第24届每日电影奖之导演奖／山田洋次
- 第24届每日电影奖之主演男主角奖／渥美清
- 电影旬报十大最佳日本电影部門第9位

### 英文
- Rich, Jamie S. . DVD Talk. 2010-12-21  [2011-01-18]. （原始内容存档于2011-06-06） （英语）.
- . 英国电影协会.   [2011-01-18]. （原始内容存档于2012-10-17） （英语）.
- . Complete Index to World Film.   [2011-01-18]. （原始内容存档于2012-09-10） （英语）.

### 德文
- . www.molodezhnaja.ch.   [2011-01-18]. （原始内容存档于2010-08-10） （德语）.

### 日文
- . www.allcinema.net.   [2011-01-18]. （原始内容存档于2012-10-18） （日语）.
- . 日本电影院数据库（日本文化厅）.   [2011-01-18]. （原始内容存档于2011-10-08） （日语）. 外部链接存在于|publisher= (帮助)
- . 日本电影数据库.   [2011-01-18]. （原始内容存档于2011-05-14） （日语）.
- . 电影旬报.   [2011-01-18]. （原始内容存档于2012-03-09） （日语）.

### 中文
- . 豆瓣电影.   [2011-01-24]. （原始内容存档于2016-03-08）.
- . 好戏网.   [2011-01-24].